# Записи о црном Владимиру (филм)
„Записи о црном Владимиру” је југословенски ТВ филм из 1981. године. Режирао га је Никола Лоренцин а сценарио је написао Стеван Раичковић.

## Улоге
| Глумац          | Улога |
| --------------- | ----- |
| Јован Милићевић |       |
| Славко Стојков  |       |